# Garthasia
Garthasia is een geslacht van kreeftachtigen uit de klasse van de Malacostraca (hogere kreeftachtigen).

## Soort
- Garthasia americana (Garth, 1939)